# Tasiocera (Tasiocera) gourlayi
Tasiocera (Tasiocera) gourlayi is een tweevleugelige uit de familie steltmuggen (Limoniidae). De soort komt voor in het Australaziatisch gebied.